# Онуа-Эмери (кантон)
Онуа-Эмери  (фр. Aulnoye-Aymeries) — кантон во Франции, находится в регионе О-де-Франс, департамент Нор, округ Авен-сюр-Эльп.

## История
Кантон образован в результате реформы 2015 года путём слияния упраздненных кантонов Баве и Берлемон, а также отдельных коммун кантонов Кенуа-Уэст и Отмон.

## Состав кантона
В состав кантона входят коммуны (население по данным Национального института статистики Архивная копия от 23 февраля 2020 на Wayback Machine за 2017 г.):
- Амфруапре (223 чел.)
- Арньи (607 чел.)
- Баве (3 326 чел.)
- Башан (2 324 чел.)
- Беллиньи (827 чел.)
- Берлемон (3 130 чел.)
- Бермери (373 чел.)
- Бетреши (252 чел.)
- Бри (417 чел.)
- Бусьер-сюр-Самбр (524 чел.)
- Варньи-ле-Гран (1 101 чел.)
- Варньи-ле-Пети (759 чел.)
- Вильро (996 чел.)
- Вьё-Мениль (636 чел.)
- Гомменьи (2 301 чел.)
- Гюссиньи (334 чел.)
- Жанлен (1 137 чел.)
- Ла-Лонгвиль (2 097 чел.)
- Ла-Фламангри (420 чел.)
- Леваль (2 455 чел.)
- Мекиньи (702 чел.)
- Монсо-Сен-Ва (495 чел.)
- Нёф-Мениль (1 330 чел.)
- Нуайель-сюр-Самбр (278 чел.)
- Оби (686 чел.)
- Одиньи (366 чел.)
- Онуа-Эмери (8 811 чел.)
- Он-Эржи (858 чел.)
- Пон-сюр-Самбр (2 541 чел.)
- Прё-о-Сар (314 чел.)
- Сассеньи (269 чел.)
- Сен-Ва (636 чел.)
- Сен-Реми-Шоссе (510 чел.)
- Теньер-сюр-Он (971 чел.)
- Уден-ле-Баве (875 чел.)
- Феньи (6 881 чел.)
- Франуа (378 чел.)
- Экюэлен (140 чел.)
- Эт (340 чел.)

## Политика
На президентских выборах 2022 г. жители кантона отдали в 1-м туре Марин Ле Пен 37,7 % голосов против 22,0 % у Эмманюэля Макрона и 16,6 % у Жана-Люка Меланшона; во 2-м туре в кантоне победила Ле Пен, получившая 59,1 % голосов. (2017 год. 1 тур: Марин Ле Пен – 35,4 %,  Жан-Люк Меланшон – 20,5 %, Эмманюэль Макрон – 16,6 %, Франсуа Фийон – 14,3 %; 2 тур: Ле Пен – 53,70 %. 2012 год. 1 тур: Марин Ле Пен — 26,4 %, Франсуа Олланд — 24,2 %, Николя Саркози — 22,2 %; 2 тур: Олланд — 52,9 %).
С 2021 года кантон в Совете департамента Нор представляют мэр города Онуа-Эмери Бернар Боду (Bernard Baudoux) и первый вице-мэр города Онуа-Эмери Аньес Дени (Agnès Denys) (оба – Коммунистическая партия).
|                | Кандидаты                   | Партия                   | Первый тур | Первый тур     | Второй тур | Второй тур |
| Кол-во голосов | Кандидаты                   | Партия                   | % голосов  | Кол-во голосов | % голосов  |            |
| -------------- | --------------------------- | ------------------------ | ---------- | -------------- | ---------- | ---------- |
|                | Бернар Боду Аньес Дени      | Коммунистическая партия  | 5 027      | 42,62          | 7 526      | 64,36      |
|                | Катрин Пепен Микаэль Таверн | Национальное объединение | 3 540      | 30,01          | 4 168      | 35,64      |
|                | Клод Дюпон Катрин Эннебер   | Разные правые            | 3 229      | 27,37          |            |            |

|                | Кандидаты                      | Партия                  | Первый тур | Первый тур     | Второй тур | Второй тур |
| Кол-во голосов | Кандидаты                      | Партия                  | % голосов  | Кол-во голосов | % голосов  |            |
| -------------- | ------------------------------ | ----------------------- | ---------- | -------------- | ---------- | ---------- |
|                | Бернар Боду Мари-Алин Бреда    | Коммунистическая партия | 4 453      | 26,09          | 9 024      | 53,15      |
|                | Бернар Дюбюиссон Надин Лемер   | Национальный фронт      | 6 494      | 38,05          | 7 955      | 46,85      |
|                | Даниэль Дрюэн Ален Фрео        | Правый блок             | 4 042      | 23,69          |            |            |
|                | Франсин Кайё-Кошето Андре Фрео | Социалистическая партия | 2 076      | 12,17          |            |            |